# Typhlacontias punctatissimus
Typhlacontias punctatissimus — вид сцинкоподібних ящірок родини сцинкових (Scincidae). Мешкає в Анголі і Намібії.

## Підвиди
Виділяють три підвиди:
- Typhlacontias punctatissimus punctatissimus Bocage, 1873;
- Typhlacontias punctatissimus bogerti Laurent, 1964;
- Typhlacontias punctatissimus brainei Haacke, 1997.

## Поширення і екологія
Typhlacontias punctatissimus мешкають в пустелі Наміб на південному заході Анголи та північному заході Намібії. Вони живуть на піщаних дюнах, на висоті до 300 м над рівнем моря. Ведуть наземний, риючий спосіб життя. Відкладають яйця.